# أوتو لوبارش

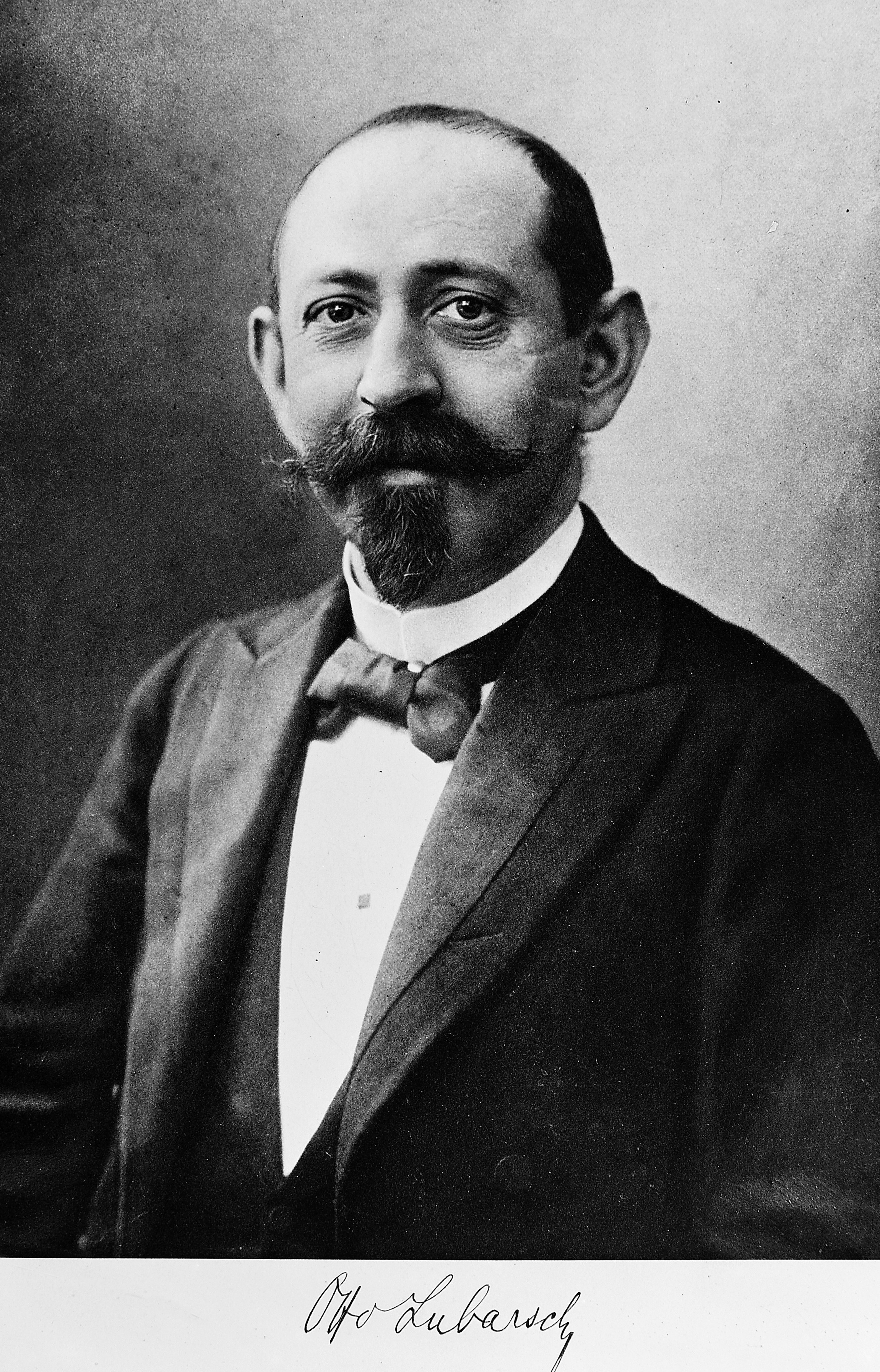
صورة أوتو لوبارش وتوقيعه في أسفلها

أوتو لوبارش (بالألمانية: Otto Lubarsch)‏ هو طبيب ألماني مختص بعلم الأمراض. ولد في برلين في 4 كانون الثاني 1860 وتوفي في 1 نيسان 1933. له مساهمات كثيرة في الطب أبرزها أنه كان أول من وصف الأورام السرطاوية.

## سيرته الأكاديمية
درس أوتو لوبارش الفلسفة والعلوم الطبيعية في لايبزيغ وهايدلبرغ، لكنه جصل على شهادة الطب من ستراسبورغ في عام 1883.
كان مساعدا لهوغو كرونكر في معهد الفسلجة في برن ثم مساعدا في معاهد علم الأمراض في غيسن وبرسلاو وزيورخ. وفي عام 1891، أصبح المساعد الأول لألبرت تيفيلدر في معهد علم الأمراض في جامعة روستوك حيث عُيّن في عام 1894 أستاذا مشاركا في علم الأمراض التشريحي وعلم الأمراض العام.
في عام 1905، عُيّن مديرا لمعهد علم الأمراض وعلم الجراثيم في تسويكاو.
عمل أستاذا في دوسلدورف منذ عام 1907 وفي كيل منذ عام 1913 وفي برلين للفترة من عام 1917 حتى 1929.

## مساهماته
كان أوتو لوبارش أول من وصف الأورام السرطاوية وصفا تفصيليا في عام 1888 أثناء تشريح الجثة لرجلين، لكن مصطلح (karzinoid) لم يستخدم حتى عام 1907 عندما وضعه سيغفريد أوبرندورفر.
كما اكتشف بلورات في الخلايا الطلائية في الخصية تشبه بلورات الحيوان المنوي. سميت هذه البلورات ببلورات لوبارش.
ألف في عام 1924 مع فريديريك هنكه كتابا في علم الأمراض سمي (Henke-Lubarsch Handbuch der Speziellen Pathologischen Anatomie und Histologie) والذي بقي مصدرها ألمانيا مهما في علم الأمراض لمدة 40 سنة. استمر أوتو لوبارش بتحرير الكتاب بعد الحرب العالمية الثانية مع روبرت روسله.
كما ساهم مع الطبيب البيطري روبرت فون أوسترتاغ في مجلة Ergebnisse der allgemeinen Pathologie und pathologischen Anatomie der Menschen und der Tiere.

## أشياء تحمل اسمه
- بلورات لوبارش، وهي بلورات في الخلايا الطلائية في الخصية تشبه بلورات الحيوان المنوي.
- متلازمة لوبارش بيك، وهي مجموعة من داء نشواني جهازي وضخامة اللسان. تحمل المتلازمة اسمه إلى جنب اسم لودفيج بيك.